# Re di Gerusalemme
Il seguente è un elenco dei sovrani di Gerusalemme, ovvero i monarchi che governarono il regno di Gerusalemme, lo Stato Crociato fondato nel 1099 ed esistito fino al 1291.

## Il regno
Il regno di Gerusalemme ebbe origine a seguito della prima crociata, quando l'esercito cristiano guidato da Goffredo di Buglione conquistò la Città santa (15 luglio 1099). Goffredo, dopo aver rinunciato al titolo regale, assunse quello di advocatus Sancti Sepulchri ("protettore del Santo Sepolcro") e fu incoronato governatore di Gerusalemme nella basilica della Natività a Betlemme.
Alla sua morte, l'anno successivo, suo fratello Baldovino fu il primo dei sovrani incoronati con il titolo di re di Gerusalemme. La cerimonia ebbe luogo nella Basilica del Santo Sepolcro a Gerusalemme. 
La formula esatta del titolo regale era Rex Latinorum Hierosolymitanus, cioè "Re dei Latini di Gerusalemme", a significare che la giurisdizione del sovrano non comprendeva anche le popolazioni native: cristiane, musulmane ed ebraiche.
La successione al trono di Gerusalemme avveniva in genere secondo criteri sia ereditari che elettivi. Anche quando il titolo si è trasmesso per via ereditaria all'interno della stessa famiglia regnante, il sovrano ha sempre ricevuto la convalida da parte dell'Alta Corte di Gerusalemme. Il re era infatti considerato un primus inter pares (primo tra pari) più che un vero e proprio monarca, tant'è che in sua assenza le funzioni di governo venivano affidate ai suoi ufficiali.
A livello amministrativo il regno di Gerusalemme esportò in Oriente le strutture feudali francesi: al re spettava il compito di assicurare l'unità dei feudi che componevano i domini reali e aveva inoltre il supremo comando militare in battaglia. All'occorrenza, la guida delle truppe poteva anche essere delegata ad un connestabile. La residenza reale fu fissata presso la cittadella della torre di Davide.
Il regno di Gerusalemme fu segnato fin dai suoi esordi da una cronica condizione di debolezza. Mentre le nascenti monarchie europee contemporanee si muovevano verso una struttura di potere verticistica e centralizzata, il re di Gerusalemme subiva una costante dispersione di potere a vantaggio dei baroni più in vista. Fra le cause di questa frammentazione dell'autorità monarchica si può annoverare anche la giovane età di molti dei sovrani succedutisi sul trono: il frequente ricorso alla reggenza da parte di nobili vicini alla corte contribuiva a indebolire le prerogative del re e a costruire posizioni di forza alternative, che esponevano il regno a continue turbolenze interne.

### Dalla perdita di Gerusalemme alla caduta di Acri
Dopo la caduta di Gerusalemme, conquistata dal Saladino nel 1187, la capitale del regno venne trasferita ad Acri, che conservò questo ruolo fino al 1291, anche se le incoronazioni avvenivano a Tiro. Acri, nondimeno, non fu realmente la residenza del sovrano: i titolari della corona del regno, appartenenti alle grandi famiglie della nobiltà europea, non risiedettero quasi mai in Terrasanta. Il giovane Corrado III (Corradino di Svevia), ad esempio, aveva la propria sede in Germania, mentre la reggenza dello Stato crociato era affidata a Ugo di Brienne, cugino del padre. Proprio Ugo, nel 1264, reclamò per sé la corona di Gerusalemme in quanto discendente e maggiore erede di Alice di Champagne, seconda figlia della regina Isabella. L'Alta Corte decise però di attribuire la successione al cugino Ugo III di Cipro.
Dopo l'estinzione degli Hohenstaufen, nel 1268, il trono passò alla Casato dei Lusignano, già detentrice del Regno di Cipro. Tuttavia, Carlo d'Angiò, subentrato agli svevi sul trono di Sicilia, comprò nel 1277 i diritti alla corona di Gerusalemme: inviato in Terrasanta Ruggero Sanseverino come suo balivo, questi conquistò Acri e ottenne per il suo signore l'omaggio forzato dei baroni. Debole politicamente e privo di adeguate risorse economiche e militari, fu spodestato da Enrico II, giunto da Cipro per reclamare il regno.
Acri, rimasta ultimo baluardo dello Stato crociato fondato da Goffredo di Buglione, resistette fino al 1291, quando fu conquistata dai Mamelucchi. La caduta della città segnò la fine della presenza occidentale in Terrasanta.

## Sovrani di Gerusalemme
Re co-regnanti in qualità di consorti (jure uxoris)
| Sovrano/a | Immagine | Stemma | Regno | Matrimonio & Discendenza | Diritto di successione | Dinastia | |
| A seguito della Prima Crociata , la corona del nuovo Regno di Gerusalemme fu offerta a Goffredo di Buglione che tuttavia la rifiutò, accontentandosi del titolo di advocatus Sancti Sepulchri . | A seguito della Prima Crociata , la corona del nuovo Regno di Gerusalemme fu offerta a Goffredo di Buglione che tuttavia la rifiutò, accontentandosi del titolo di advocatus Sancti Sepulchri . | A seguito della Prima Crociata , la corona del nuovo Regno di Gerusalemme fu offerta a Goffredo di Buglione che tuttavia la rifiutò, accontentandosi del titolo di advocatus Sancti Sepulchri . | A seguito della Prima Crociata , la corona del nuovo Regno di Gerusalemme fu offerta a Goffredo di Buglione che tuttavia la rifiutò, accontentandosi del titolo di advocatus Sancti Sepulchri . | A seguito della Prima Crociata , la corona del nuovo Regno di Gerusalemme fu offerta a Goffredo di Buglione che tuttavia la rifiutò, accontentandosi del titolo di advocatus Sancti Sepulchri .           | A seguito della Prima Crociata , la corona del nuovo Regno di Gerusalemme fu offerta a Goffredo di Buglione che tuttavia la rifiutò, accontentandosi del titolo di advocatus Sancti Sepulchri . | A seguito della Prima Crociata , la corona del nuovo Regno di Gerusalemme fu offerta a Goffredo di Buglione che tuttavia la rifiutò, accontentandosi del titolo di advocatus Sancti Sepulchri . | A seguito della Prima Crociata , la corona del nuovo Regno di Gerusalemme fu offerta a Goffredo di Buglione che tuttavia la rifiutò, accontentandosi del titolo di advocatus Sancti Sepulchri . |
| Advocatus Sancti Sepulchri | Advocatus Sancti Sepulchri | Advocatus Sancti Sepulchri | Advocatus Sancti Sepulchri | Advocatus Sancti Sepulchri | Advocatus Sancti Sepulchri | Advocatus Sancti Sepulchri | Advocatus Sancti Sepulchri |
| --- | --- | --- | --- | --- | --- | --- | --- |
| Goffredo di Buglione (c.1060–1100) | | | 22 luglio 1099 | – | Nessuno, eroe della Prima Crociata e primo sovrano | Boulogne | |
| Goffredo di Buglione (c.1060–1100) | 18 luglio 1100 | | | – | Nessuno, eroe della Prima Crociata e primo sovrano | Boulogne | |
| Dopo la morte di Goffredo , gli successe il fratello Baldovino , ma questi, a differenza del suo predecessore, scelse di fregiarsi del titolo regale e si fece incoronare "Re di Gerusalemme". | | | | | | | |
| Re di Gerusalemme | | | | | | | |
| Baldovino I (c.1058–1118) | | | 18 luglio 1100 | (1) Godehilde di Tosny nessun figlio superstite (2) Arda d'Armenia nessun figlio (3) Adelasia del Vasto nessun figlio                                                                                     | Fratello del precedente, Goffredo di Buglione | Boulogne | |
| Baldovino I (c.1058–1118) | 2 aprile 1118 | | | (1) Godehilde di Tosny nessun figlio superstite (2) Arda d'Armenia nessun figlio (3) Adelasia del Vasto nessun figlio                                                                                     | Fratello del precedente, Goffredo di Buglione | Boulogne | |
| Baldovino II (...–1131) | | | 1118 | Morfia di Melitene 4 figlie | Cugino dei precedenti, Baldovino I e Goffredo | Casato di Rethel | |
| Baldovino II (...–1131) | 21 agosto 1131 | | | Morfia di Melitene 4 figlie | Cugino dei precedenti, Baldovino I e Goffredo | Casato di Rethel | |
| Melisenda (c.1105–1161) | | | 21 agosto 1131 | Folco V, conte d'Angiò 2 figli | Figlia del precedente, Baldovino II | Casato di Rethel | |
| Melisenda (c.1105–1161) | 1153 | | | Folco V, conte d'Angiò 2 figli | Figlia del precedente, Baldovino II | Casato di Rethel | |
| Folco (c.1089/92–1143) | | | 21 agosto 1131 | (1) Eremburga del Maine 2 figli e 2 figlie (2) Melisenda di Gerusalemme 2 figli | Sovrano congiunto con la moglie Melisenda, regina per suo proprio diritto | Seconda casa d'Angiò | |
| Folco (c.1089/92–1143) | 13 novembre 1143 | | | (1) Eremburga del Maine 2 figli e 2 figlie (2) Melisenda di Gerusalemme 2 figli | Sovrano congiunto con la moglie Melisenda, regina per suo proprio diritto | Seconda casa d'Angiò | |
| Baldovino III (1130–1163) | | | 13 novembre 1143 | Teodora Comnena nessun figlio | Figlio dei precedenti, Melisenda e Folco (in co-regno fino al 1153) | Seconda casa d'Angiò | |
| Baldovino III (1130–1163) | 10 febbraio 1163 | | | Teodora Comnena nessun figlio | Figlio dei precedenti, Melisenda e Folco (in co-regno fino al 1153) | Seconda casa d'Angiò | |
| Amalrico I (1136–1174) | | | 10 febbraio 1163 | (1) Agnese di Courtenay 1 figlia e 1 figlio (2) Maria Comnena 1 figlia | Fratello del precedente, Baldovino III | Seconda casa d'Angiò | |
| Amalrico I (1136–1174) | 11 luglio 1174 | | | (1) Agnese di Courtenay 1 figlia e 1 figlio (2) Maria Comnena 1 figlia | Fratello del precedente, Baldovino III | Seconda casa d'Angiò | |
| Baldovino IV il Lebbroso (1161–1185) | | | 11 luglio 1174 | – | Figlio del precedente, Amalrico I | Seconda casa d'Angiò | |
| Baldovino IV il Lebbroso (1161–1185) | 16 marzo 1185 | | | – | Figlio del precedente, Amalrico I | Seconda casa d'Angiò | |
| Baldovino V (1177–1186) | | | 1183 | – | Nipote del precedente, Baldovino IV (in co-regno fino al 1185) | Aleramici | |
| Baldovino V (1177–1186) | 1186 | | | – | Nipote del precedente, Baldovino IV (in co-regno fino al 1185) | Aleramici | |
| Sibilla (c.1160–1190) | | | 1186 | (1) Guglielmo "Spadalunga" degli Aleramici 1 figlio (2) Guido di Lusignano 2 figlie | Madre del precedente, Baldovino V, e figlia di Amalrico I | Seconda casa d'Angiò | |
| Sibilla (c.1160–1190) | 1190 | | | (1) Guglielmo "Spadalunga" degli Aleramici 1 figlio (2) Guido di Lusignano 2 figlie | Madre del precedente, Baldovino V, e figlia di Amalrico I | Seconda casa d'Angiò | |
| Guido (c.1150–1194) | | | 1186 | Sibilla di Gerusalemme 2 figlie | Sovrano congiunto con la moglie Sibilla, regina per suo proprio diritto | Lusignano | |
| Guido (c.1150–1194) | 1190 (de facto fino al 1192) | | | Sibilla di Gerusalemme 2 figlie | Sovrano congiunto con la moglie Sibilla, regina per suo proprio diritto | Lusignano | |
| Il 2 ottobre 1187 l'esercito di Saladino conquistò la città di Gerusalemme dopo un lungo assedio , iniziando così il decadimento del Regno. Il titolo regio, negli anni successivi alla caduta della capitale, sarà collegato ai sempre più esigui possedimenti cristiani in Terra santa . | | | | | | | |
| Isabella I (c.1172–1205) | | | 1190 (de iure) 1192 (de facto) | (1) Umfredo IV di Toron nessun figlio (2) Corrado degli Aleramici, marchese del Monferrato 1 figlia (3) Enrico II, conte di Champagne 3 figlie (4) Amalrico di Lusignano, re di Cipro 2 figlie e 1 figlio | Figlia di Amalrico I e sorellastra di Sibilla e Baldovino IV | Seconda casa d'Angiò | |
| Isabella I (c.1172–1205) | 5 aprile 1205 | | | (1) Umfredo IV di Toron nessun figlio (2) Corrado degli Aleramici, marchese del Monferrato 1 figlia (3) Enrico II, conte di Champagne 3 figlie (4) Amalrico di Lusignano, re di Cipro 2 figlie e 1 figlio | Figlia di Amalrico I e sorellastra di Sibilla e Baldovino IV | Seconda casa d'Angiò | |
| Corrado I (c.1140–1192) | | | 1190 (de iure) 1192 (de facto) | (1) Teodora nessun figlio (2) Isabella I di Gerusalemme 1 figlia | Sovrano congiunto con la moglie Isabella I, regina per suo proprio diritto | Aleramici | |
| Corrado I (c.1140–1192) | 28 aprile 1192 | | | (1) Teodora nessun figlio (2) Isabella I di Gerusalemme 1 figlia | Sovrano congiunto con la moglie Isabella I, regina per suo proprio diritto | Aleramici | |
| Enrico I (1166–1197) | | | 5 maggio 1192 | Isabella I di Gerusalemme 3 figlie | Sovrano congiunto con la moglie Isabella I, regina per suo proprio diritto | Casato di Blois (Tebaldingi) | |
| Enrico I (1166–1197) | 10 settembre 1197 | | | Isabella I di Gerusalemme 3 figlie | Sovrano congiunto con la moglie Isabella I, regina per suo proprio diritto | Casato di Blois (Tebaldingi) | |
| Amalrico II (c.1147–1205) | | | Gennaio 1198 | (1) Eschiva d'Ibelin 3 figli e 3 figlie (2) Isabella I di Gerusalemme 2 figlie e 1 figlio | Sovrano congiunto con la moglie Isabella I, regina per suo proprio diritto | Lusignano | |
| Amalrico II (c.1147–1205) | 1º aprile 1205 | | | (1) Eschiva d'Ibelin 3 figli e 3 figlie (2) Isabella I di Gerusalemme 2 figlie e 1 figlio | Sovrano congiunto con la moglie Isabella I, regina per suo proprio diritto | Lusignano | |
| Maria la Marchesa (c.1191–1212) | | | 5 aprile 1205 | Giovanni di Brienne 1 figlia | Figlia di Isabella I e Corrado I | Aleramici | |
| Maria la Marchesa (c.1191–1212) | 1212 | | | Giovanni di Brienne 1 figlia | Figlia di Isabella I e Corrado I | Aleramici | |
| Giovanni I (c.1170–1237) | | | 14 settembre 1210 | (1) Maria degli Aleramici, regina di Gerusalemme 1 figlia (2) Stefania d'Armenia 1 figlio (3) Berengaria di León 1 figlia e 3 figli                                                                       | Sovrano congiunto con la moglie Maria, regina per suo proprio diritto | Brienne | |
| Giovanni I (c.1170–1237) | 1212 (reggente fino al 1225) | | | (1) Maria degli Aleramici, regina di Gerusalemme 1 figlia (2) Stefania d'Armenia 1 figlio (3) Berengaria di León 1 figlia e 3 figli                                                                       | Sovrano congiunto con la moglie Maria, regina per suo proprio diritto | Brienne | |
| Isabella II (Jolanda di Brienne) (1212–1228) | | | 1212 | Federico II di Svevia 1 figlia e 1 figlio | Figlia di Maria e Giovanni I | Brienne | |
| Isabella II (Jolanda di Brienne) (1212–1228) | 25 aprile 1228 | | | Federico II di Svevia 1 figlia e 1 figlio | Figlia di Maria e Giovanni I | Brienne | |
| Federico (1194–1250) | | | 9 novembre 1225 | (1) Costanza d'Aragona 1 figlio (2) Isabella II di Gerusalemme 1 figlia e 1 figlio (3) Isabella d'Inghilterra 2 figli e 2 figlie (4) Bianca Lancia 2 figlie e 1 figlio                                    | Sovrano congiunto con la moglie Isabella II, regina per suo proprio diritto | Hohenstaufen | |
| Federico (1194–1250) | 25 aprile 1228 | | | (1) Costanza d'Aragona 1 figlio (2) Isabella II di Gerusalemme 1 figlia e 1 figlio (3) Isabella d'Inghilterra 2 figli e 2 figlie (4) Bianca Lancia 2 figlie e 1 figlio                                    | Sovrano congiunto con la moglie Isabella II, regina per suo proprio diritto | Hohenstaufen | |
| Corrado II (1228–1254) | | | 25 aprile 1228 | Elisabetta di Wittelsbach 1 figlio | Figlio dei precedenti, Isabella II e Federico | Hohenstaufen | |
| Corrado II (1228–1254) | 21 maggio 1254 | | | Elisabetta di Wittelsbach 1 figlio | Figlio dei precedenti, Isabella II e Federico | Hohenstaufen | |
| Corrado III Corradino (1252–1268) | | | 21 maggio 1254 | – | Figlio del precedente, Corrado II | Hohenstaufen | |
| Corrado III Corradino (1252–1268) | 29 ottobre 1268 | | | – | Figlio del precedente, Corrado II | Hohenstaufen | |
| Ugo il Grande (1235–1284) | | | 1268 | Isabella d'Ibelin 6 figli e 5 figlie | Discendente di Isabella I tramite sua madre Isabella di Lusignano | Lusignano-Ramnulfidi | |
| Ugo il Grande (1235–1284) | 24 marzo 1284 | | | Isabella d'Ibelin 6 figli e 5 figlie | Discendente di Isabella I tramite sua madre Isabella di Lusignano | Lusignano-Ramnulfidi | |
| Giovanni II (1259–1285) | | | 24 marzo 1284 | – | Figlio del precedente, Ugo | Lusignano | |
| Giovanni II (1259–1285) | 20 maggio 1285 | | | – | Figlio del precedente, Ugo | Lusignano | |
| Enrico II (1270–1324) | | | 24 marzo 1284 | Costanza d'Aragona-Sicilia nessun figlio | Fratello del precedente, Giovanni II, e figlio di Ugo | Lusignano | |
| Enrico II (1270–1324) | 28 maggio 1291 (titolare fino al 31 agosto 1324) | | | Costanza d'Aragona-Sicilia nessun figlio | Fratello del precedente, Giovanni II, e figlio di Ugo | Lusignano | |
| Dopo l' assedio di Gerusalemme che portò alla sua caduta nel 1187 , la capitale del regno venne trasferita ad Acri . Durante il regno di Enrico II i Mamelucchi catturarono Tiro , Beirut e il resto delle città e distrussero l'indebolita Contea di Tripoli nel 1289 . L' assedio finale dell'ultima roccaforte, Acri, ebbe inizio il 5 aprile 1291 e la città cadde il 28 maggio, ponendo così definitivamente fine al Regno di Gerusalemme . Sin dalla caduta di Gerusalemme molti personaggi e casate iniziarono a fregiarsi del titolo di "Re di Gerusalemme", rivendicazione tuttavia puramente onorifica. | | | | | | | |

## Re dopo la caduta di Acri (1291)
Dopo la caduta di Acri nel 1291 e la fine del regno, il titolo formale rimase ai Lusignano, sovrani di Cipro. Da questi passò ai duchi di Savoia, poi re di Sardegna. Tuttavia fu reclamato anche da altre casate: nel 1277, Maria di Antiochia, che era stata la legittima pretendente al trono di Gerusalemme dopo la morte di Corradino di Svevia, ma non era stata riconosciuta dall'Alta Corte, vendette i suoi diritti a Carlo I d'Angiò. Dagli Angioini la pretesa fu ereditata dai Lorena, poi Asburgo-Lorena, ma anche dagli Aragonesi dopo la conquista di Napoli ad opera di Alfonso V d'Aragona.
Il titolo passò anche dalla regina Caterina Cornaro alla Repubblica di Venezia quando tornò in patria e donò il regno nel 1489. Il doge veneto da questo momento detenne il titolo di monarca dei regni di Cipro, Gerusalemme ed Armenia.

## Genealogia dei sovrani di Gerusalemme
Quello che segue è l'albero genealogico dei sovrani di Gerusalemme, dalla fondazione del Regno nel 1099, a seguito della Prima Crociata, fino alla sua dissoluzione  nel 1291, a seguito della caduta della città di Acri.
|                      |                      |                      |                      |                      |                      |  |  |                                   |                                   |                                   |                                   |                                   |                                   |                                       |                                       |                                        |                                        |                                        |                                        |                                        |                                        |                                      |                                      |                                        |                                        |                                        |                                        |                                        |                                        |                                      |                                      |                                      |                                      |                                      |                                      |                                      |                                      |                                       |                                       |                                       |                                       |                                       |                                       |                                |                                |                                        |                                        |                                        |                                        |                                        |                                        |                                |                                |                                    |                                    |                                    |                                    |                                    |                                    |  |  |  |  |                                      |                                      |                                      |                                      |                                      |                                      |  |  |  |  |  |  |  |  |
|                      |                      |                      |                      |                      |                      |  |  |                                   |                                   |                                   |                                   |                                   |                                   |                                       |                                       |                                        |                                        |                                        |                                        |                                        |                                        |                                      |                                      |                                        |                                        |                                        |                                        |                                        |                                        |                                      |                                      |                                      |                                      |                                      |                                      |                                      |                                      |                                       |                                       |                                       |                                       |                                       |                                       |                                |                                |                                        |                                        |                                        |                                        |                                        |                                        |                                |                                |                                    |                                    |                                    |                                    |                                    |                                    |  |  |  |  |                                      |                                      |                                      |                                      |                                      |                                      |  |  |  |  |  |  |  |  |
| Casa delle Fiandre   | Casa delle Fiandre   | Casa delle Fiandre   | Casa delle Fiandre   | Casa delle Fiandre   | Casa delle Fiandre   |  |  | Goffredo *1060 †1100 r. 1099-1100 | Goffredo *1060 †1100 r. 1099-1100 | Goffredo *1060 †1100 r. 1099-1100 | Goffredo *1060 †1100 r. 1099-1100 | Goffredo *1060 †1100 r. 1099-1100 | Goffredo *1060 †1100 r. 1099-1100 |                                       |                                       | Baldovino I *1058 †1118 (r. 1100-1118) | Baldovino I *1058 †1118 (r. 1100-1118) | Baldovino I *1058 †1118 (r. 1100-1118) | Baldovino I *1058 †1118 (r. 1100-1118) | Baldovino I *1058 †1118 (r. 1100-1118) | Baldovino I *1058 †1118 (r. 1100-1118) |                                      |                                      | Baldovino II *1060 †1131 r. 1118-1131  | Baldovino II *1060 †1131 r. 1118-1131  | Baldovino II *1060 †1131 r. 1118-1131  | Baldovino II *1060 †1131 r. 1118-1131  | Baldovino II *1060 †1131 r. 1118-1131  | Baldovino II *1060 †1131 r. 1118-1131  |                                      |                                      |                                      |                                      |                                      |                                      |                                      |                                      |                                       |                                       |                                       |                                       |                                       |                                       |                                |                                |                                        |                                        |                                        |                                        |                                        |                                        |                                |                                |                                    |                                    |                                    |                                    |                                    |                                    |  |  |  |  |                                      |                                      |                                      |                                      |                                      |                                      |  |  |  |  |  |  |  |  |
| Casa delle Fiandre   | Casa delle Fiandre   | Casa delle Fiandre   | Casa delle Fiandre   | Casa delle Fiandre   | Casa delle Fiandre   |  |  | Goffredo *1060 †1100 r. 1099-1100 | Goffredo *1060 †1100 r. 1099-1100 | Goffredo *1060 †1100 r. 1099-1100 | Goffredo *1060 †1100 r. 1099-1100 | Goffredo *1060 †1100 r. 1099-1100 | Goffredo *1060 †1100 r. 1099-1100 |                                       |                                       | Baldovino I *1058 †1118 (r. 1100-1118) | Baldovino I *1058 †1118 (r. 1100-1118) | Baldovino I *1058 †1118 (r. 1100-1118) | Baldovino I *1058 †1118 (r. 1100-1118) | Baldovino I *1058 †1118 (r. 1100-1118) | Baldovino I *1058 †1118 (r. 1100-1118) |                                      |                                      | Baldovino II *1060 †1131 r. 1118-1131  | Baldovino II *1060 †1131 r. 1118-1131  | Baldovino II *1060 †1131 r. 1118-1131  | Baldovino II *1060 †1131 r. 1118-1131  | Baldovino II *1060 †1131 r. 1118-1131  | Baldovino II *1060 †1131 r. 1118-1131  |                                      |                                      |                                      |                                      |                                      |                                      |                                      |                                      |                                       |                                       |                                       |                                       |                                       |                                       |                                |                                |                                        |                                        |                                        |                                        |                                        |                                        |                                |                                |                                    |                                    |                                    |                                    |                                    |                                    |  |  |  |  |                                      |                                      |                                      |                                      |                                      |                                      |  |  |  |  |  |  |  |  |
| Casa di Rethel       | Casa di Rethel       | Casa di Rethel       | Casa di Rethel       | Casa di Rethel       | Casa di Rethel       |  |  |                                   |                                   |                                   |                                   |                                   |                                   |                                       |                                       |                                        |                                        |                                        |                                        |                                        |                                        |                                      |                                      | Melisenda *1105 †1161 r. 1131-1153     | Melisenda *1105 †1161 r. 1131-1153     | Melisenda *1105 †1161 r. 1131-1153     | Melisenda *1105 †1161 r. 1131-1153     | Melisenda *1105 †1161 r. 1131-1153     | Melisenda *1105 †1161 r. 1131-1153     |                                      |                                      | Folco *1092 †1143 r. 1131-1143       | Folco *1092 †1143 r. 1131-1143       | Folco *1092 †1143 r. 1131-1143       | Folco *1092 †1143 r. 1131-1143       | Folco *1092 †1143 r. 1131-1143       | Folco *1092 †1143 r. 1131-1143       |                                       |                                       |                                       |                                       |                                       |                                       |                                |                                |                                        |                                        |                                        |                                        |                                        |                                        |                                |                                |                                    |                                    |                                    |                                    |                                    |                                    |  |  |  |  |                                      |                                      |                                      |                                      |                                      |                                      |  |  |  |  |  |  |  |  |
| Casa di Rethel       | Casa di Rethel       | Casa di Rethel       | Casa di Rethel       | Casa di Rethel       | Casa di Rethel       |  |  |                                   |                                   |                                   |                                   |                                   |                                   |                                       |                                       |                                        |                                        |                                        |                                        |                                        |                                        |                                      |                                      | Melisenda *1105 †1161 r. 1131-1153     | Melisenda *1105 †1161 r. 1131-1153     | Melisenda *1105 †1161 r. 1131-1153     | Melisenda *1105 †1161 r. 1131-1153     | Melisenda *1105 †1161 r. 1131-1153     | Melisenda *1105 †1161 r. 1131-1153     |                                      |                                      | Folco *1092 †1143 r. 1131-1143       | Folco *1092 †1143 r. 1131-1143       | Folco *1092 †1143 r. 1131-1143       | Folco *1092 †1143 r. 1131-1143       | Folco *1092 †1143 r. 1131-1143       | Folco *1092 †1143 r. 1131-1143       |                                       |                                       |                                       |                                       |                                       |                                       |                                |                                |                                        |                                        |                                        |                                        |                                        |                                        |                                |                                |                                    |                                    |                                    |                                    |                                    |                                    |  |  |  |  |                                      |                                      |                                      |                                      |                                      |                                      |  |  |  |  |  |  |  |  |
|                      |                      |                      |                      |                      |                      |  |  |                                   |                                   |                                   |                                   |                                   |                                   |                                       |                                       |                                        |                                        |                                        |                                        |                                        |                                        |                                      |                                      |                                        |                                        |                                        |                                        |                                        |                                        |                                      |                                      |                                      |                                      |                                      |                                      |                                      |                                      |                                       |                                       |                                       |                                       |                                       |                                       |                                |                                |                                        |                                        |                                        |                                        |                                        |                                        |                                |                                |                                    |                                    |                                    |                                    |                                    |                                    |  |  |  |  |                                      |                                      |                                      |                                      |                                      |                                      |  |  |  |  |  |  |  |  |
|                      |                      |                      |                      |                      |                      |  |  |                                   |                                   |                                   |                                   |                                   |                                   |                                       |                                       |                                        |                                        |                                        |                                        |                                        |                                        |                                      |                                      |                                        |                                        |                                        |                                        |                                        |                                        |                                      |                                      |                                      |                                      |                                      |                                      |                                      |                                      |                                       |                                       |                                       |                                       |                                       |                                       |                                |                                |                                        |                                        |                                        |                                        |                                        |                                        |                                |                                |                                    |                                    |                                    |                                    |                                    |                                    |  |  |  |  |                                      |                                      |                                      |                                      |                                      |                                      |  |  |  |  |  |  |  |  |
| Angioini             | Angioini             | Angioini             | Angioini             | Angioini             | Angioini             |  |  |                                   |                                   |                                   |                                   |                                   |                                   |                                       |                                       |                                        |                                        |                                        |                                        |                                        |                                        |                                      |                                      | Baldovino III *1130 †1163 r. 1143-1163 | Baldovino III *1130 †1163 r. 1143-1163 | Baldovino III *1130 †1163 r. 1143-1163 | Baldovino III *1130 †1163 r. 1143-1163 | Baldovino III *1130 †1163 r. 1143-1163 | Baldovino III *1130 †1163 r. 1143-1163 |                                      |                                      | Amalrico I *1136 †1174 r. 1163-1174  | Amalrico I *1136 †1174 r. 1163-1174  | Amalrico I *1136 †1174 r. 1163-1174  | Amalrico I *1136 †1174 r. 1163-1174  | Amalrico I *1136 †1174 r. 1163-1174  | Amalrico I *1136 †1174 r. 1163-1174  |                                       |                                       |                                       |                                       |                                       |                                       |                                |                                |                                        |                                        |                                        |                                        |                                        |                                        |                                |                                |                                    |                                    |                                    |                                    |                                    |                                    |  |  |  |  |                                      |                                      |                                      |                                      |                                      |                                      |  |  |  |  |  |  |  |  |
| Angioini             | Angioini             | Angioini             | Angioini             | Angioini             | Angioini             |  |  |                                   |                                   |                                   |                                   |                                   |                                   |                                       |                                       |                                        |                                        |                                        |                                        |                                        |                                        |                                      |                                      | Baldovino III *1130 †1163 r. 1143-1163 | Baldovino III *1130 †1163 r. 1143-1163 | Baldovino III *1130 †1163 r. 1143-1163 | Baldovino III *1130 †1163 r. 1143-1163 | Baldovino III *1130 †1163 r. 1143-1163 | Baldovino III *1130 †1163 r. 1143-1163 |                                      |                                      | Amalrico I *1136 †1174 r. 1163-1174  | Amalrico I *1136 †1174 r. 1163-1174  | Amalrico I *1136 †1174 r. 1163-1174  | Amalrico I *1136 †1174 r. 1163-1174  | Amalrico I *1136 †1174 r. 1163-1174  | Amalrico I *1136 †1174 r. 1163-1174  |                                       |                                       |                                       |                                       |                                       |                                       |                                |                                |                                        |                                        |                                        |                                        |                                        |                                        |                                |                                |                                    |                                    |                                    |                                    |                                    |                                    |  |  |  |  |                                      |                                      |                                      |                                      |                                      |                                      |  |  |  |  |  |  |  |  |
|                      |                      |                      |                      |                      |                      |  |  |                                   |                                   |                                   |                                   |                                   |                                   |                                       |                                       |                                        |                                        |                                        |                                        |                                        |                                        |                                      |                                      |                                        |                                        |                                        |                                        |                                        |                                        |                                      |                                      |                                      |                                      |                                      |                                      |                                      |                                      |                                       |                                       |                                       |                                       |                                       |                                       |                                |                                |                                        |                                        |                                        |                                        |                                        |                                        |                                |                                |                                    |                                    |                                    |                                    |                                    |                                    |  |  |  |  |                                      |                                      |                                      |                                      |                                      |                                      |  |  |  |  |  |  |  |  |
| Aleramici            | Aleramici            | Aleramici            | Aleramici            | Aleramici            | Aleramici            |  |  |                                   |                                   |                                   |                                   |                                   |                                   | Baldovino IV *1161 †1185 r. 1174-1185 | Baldovino IV *1161 †1185 r. 1174-1185 | Baldovino IV *1161 †1185 r. 1174-1185  | Baldovino IV *1161 †1185 r. 1174-1185  | Baldovino IV *1161 †1185 r. 1174-1185  | Baldovino IV *1161 †1185 r. 1174-1185  |                                        |                                        | Sibilla *1160 †1190 r. 1186-1190     | Sibilla *1160 †1190 r. 1186-1190     | Sibilla *1160 †1190 r. 1186-1190       | Sibilla *1160 †1190 r. 1186-1190       | Sibilla *1160 †1190 r. 1186-1190       | Sibilla *1160 †1190 r. 1186-1190       |                                        |                                        | Guido *1150 †1194 r. 1186-1190/92    | Guido *1150 †1194 r. 1186-1190/92    | Guido *1150 †1194 r. 1186-1190/92    | Guido *1150 †1194 r. 1186-1190/92    | Guido *1150 †1194 r. 1186-1190/92    | Guido *1150 †1194 r. 1186-1190/92    |                                      |                                      | Corrado I *1145 †1192 r. 1190/92-1192 | Corrado I *1145 †1192 r. 1190/92-1192 | Corrado I *1145 †1192 r. 1190/92-1192 | Corrado I *1145 †1192 r. 1190/92-1192 | Corrado I *1145 †1192 r. 1190/92-1192 | Corrado I *1145 †1192 r. 1190/92-1192 |                                |                                | Isabella I *1172 †1205 r. 1190/92-1205 | Isabella I *1172 †1205 r. 1190/92-1205 | Isabella I *1172 †1205 r. 1190/92-1205 | Isabella I *1172 †1205 r. 1190/92-1205 | Isabella I *1172 †1205 r. 1190/92-1205 | Isabella I *1172 †1205 r. 1190/92-1205 |                                |                                | Enrico I *1166 †1197 r. 1192-1197  | Enrico I *1166 †1197 r. 1192-1197  | Enrico I *1166 †1197 r. 1192-1197  | Enrico I *1166 †1197 r. 1192-1197  | Enrico I *1166 †1197 r. 1192-1197  | Enrico I *1166 †1197 r. 1192-1197  |  |  |  |  | Amalrico II *1145 †1205 r. 1198-1205 | Amalrico II *1145 †1205 r. 1198-1205 | Amalrico II *1145 †1205 r. 1198-1205 | Amalrico II *1145 †1205 r. 1198-1205 | Amalrico II *1145 †1205 r. 1198-1205 | Amalrico II *1145 †1205 r. 1198-1205 |  |  |  |  |  |  |  |  |
| Aleramici            | Aleramici            | Aleramici            | Aleramici            | Aleramici            | Aleramici            |  |  |                                   |                                   |                                   |                                   |                                   |                                   | Baldovino IV *1161 †1185 r. 1174-1185 | Baldovino IV *1161 †1185 r. 1174-1185 | Baldovino IV *1161 †1185 r. 1174-1185  | Baldovino IV *1161 †1185 r. 1174-1185  | Baldovino IV *1161 †1185 r. 1174-1185  | Baldovino IV *1161 †1185 r. 1174-1185  |                                        |                                        | Sibilla *1160 †1190 r. 1186-1190     | Sibilla *1160 †1190 r. 1186-1190     | Sibilla *1160 †1190 r. 1186-1190       | Sibilla *1160 †1190 r. 1186-1190       | Sibilla *1160 †1190 r. 1186-1190       | Sibilla *1160 †1190 r. 1186-1190       |                                        |                                        | Guido *1150 †1194 r. 1186-1190/92    | Guido *1150 †1194 r. 1186-1190/92    | Guido *1150 †1194 r. 1186-1190/92    | Guido *1150 †1194 r. 1186-1190/92    | Guido *1150 †1194 r. 1186-1190/92    | Guido *1150 †1194 r. 1186-1190/92    |                                      |                                      | Corrado I *1145 †1192 r. 1190/92-1192 | Corrado I *1145 †1192 r. 1190/92-1192 | Corrado I *1145 †1192 r. 1190/92-1192 | Corrado I *1145 †1192 r. 1190/92-1192 | Corrado I *1145 †1192 r. 1190/92-1192 | Corrado I *1145 †1192 r. 1190/92-1192 |                                |                                | Isabella I *1172 †1205 r. 1190/92-1205 | Isabella I *1172 †1205 r. 1190/92-1205 | Isabella I *1172 †1205 r. 1190/92-1205 | Isabella I *1172 †1205 r. 1190/92-1205 | Isabella I *1172 †1205 r. 1190/92-1205 | Isabella I *1172 †1205 r. 1190/92-1205 |                                |                                | Enrico I *1166 †1197 r. 1192-1197  | Enrico I *1166 †1197 r. 1192-1197  | Enrico I *1166 †1197 r. 1192-1197  | Enrico I *1166 †1197 r. 1192-1197  | Enrico I *1166 †1197 r. 1192-1197  | Enrico I *1166 †1197 r. 1192-1197  |  |  |  |  | Amalrico II *1145 †1205 r. 1198-1205 | Amalrico II *1145 †1205 r. 1198-1205 | Amalrico II *1145 †1205 r. 1198-1205 | Amalrico II *1145 †1205 r. 1198-1205 | Amalrico II *1145 †1205 r. 1198-1205 | Amalrico II *1145 †1205 r. 1198-1205 |  |  |  |  |  |  |  |  |
|                      |                      |                      |                      |                      |                      |  |  |                                   |                                   |                                   |                                   |                                   |                                   |                                       |                                       |                                        |                                        |                                        |                                        |                                        |                                        |                                      |                                      |                                        |                                        |                                        |                                        |                                        |                                        |                                      |                                      |                                      |                                      |                                      |                                      |                                      |                                      |                                       |                                       |                                       |                                       |                                       |                                       |                                |                                |                                        |                                        |                                        |                                        |                                        |                                        |                                |                                |                                    |                                    |                                    |                                    |                                    |                                    |  |  |  |  |                                      |                                      |                                      |                                      |                                      |                                      |  |  |  |  |  |  |  |  |
| Casa di Blois        | Casa di Blois        | Casa di Blois        | Casa di Blois        | Casa di Blois        | Casa di Blois        |  |  |                                   |                                   |                                   |                                   |                                   |                                   |                                       |                                       |                                        |                                        |                                        |                                        |                                        |                                        | Baldovino V *1177 †1186 r. 1185-1186 | Baldovino V *1177 †1186 r. 1185-1186 | Baldovino V *1177 †1186 r. 1185-1186   | Baldovino V *1177 †1186 r. 1185-1186   | Baldovino V *1177 †1186 r. 1185-1186   | Baldovino V *1177 †1186 r. 1185-1186   |                                        |                                        |                                      |                                      |                                      |                                      | Giovanni I *1170 †1237 r. 1210-1212  | Giovanni I *1170 †1237 r. 1210-1212  | Giovanni I *1170 †1237 r. 1210-1212  | Giovanni I *1170 †1237 r. 1210-1212  | Giovanni I *1170 †1237 r. 1210-1212   | Giovanni I *1170 †1237 r. 1210-1212   |                                       |                                       | Maria *1192 †1212 r. 1205-1212        | Maria *1192 †1212 r. 1205-1212        | Maria *1192 †1212 r. 1205-1212 | Maria *1192 †1212 r. 1205-1212 | Maria *1192 †1212 r. 1205-1212         | Maria *1192 †1212 r. 1205-1212         |                                        |                                        | Alice *1195 †1246                      | Alice *1195 †1246                      | Alice *1195 †1246              | Alice *1195 †1246              | Alice *1195 †1246                  | Alice *1195 †1246                  |                                    |                                    |                                    |                                    |  |  |  |  |                                      |                                      |                                      |                                      |                                      |                                      |  |  |  |  |  |  |  |  |
| Casa di Blois        | Casa di Blois        | Casa di Blois        | Casa di Blois        | Casa di Blois        | Casa di Blois        |  |  |                                   |                                   |                                   |                                   |                                   |                                   |                                       |                                       |                                        |                                        |                                        |                                        |                                        |                                        | Baldovino V *1177 †1186 r. 1185-1186 | Baldovino V *1177 †1186 r. 1185-1186 | Baldovino V *1177 †1186 r. 1185-1186   | Baldovino V *1177 †1186 r. 1185-1186   | Baldovino V *1177 †1186 r. 1185-1186   | Baldovino V *1177 †1186 r. 1185-1186   |                                        |                                        |                                      |                                      |                                      |                                      | Giovanni I *1170 †1237 r. 1210-1212  | Giovanni I *1170 †1237 r. 1210-1212  | Giovanni I *1170 †1237 r. 1210-1212  | Giovanni I *1170 †1237 r. 1210-1212  | Giovanni I *1170 †1237 r. 1210-1212   | Giovanni I *1170 †1237 r. 1210-1212   |                                       |                                       | Maria *1192 †1212 r. 1205-1212        | Maria *1192 †1212 r. 1205-1212        | Maria *1192 †1212 r. 1205-1212 | Maria *1192 †1212 r. 1205-1212 | Maria *1192 †1212 r. 1205-1212         | Maria *1192 †1212 r. 1205-1212         |                                        |                                        | Alice *1195 †1246                      | Alice *1195 †1246                      | Alice *1195 †1246              | Alice *1195 †1246              | Alice *1195 †1246                  | Alice *1195 †1246                  |                                    |                                    |                                    |                                    |  |  |  |  |                                      |                                      |                                      |                                      |                                      |                                      |  |  |  |  |  |  |  |  |
|                      |                      |                      |                      |                      |                      |  |  |                                   |                                   |                                   |                                   |                                   |                                   |                                       |                                       |                                        |                                        |                                        |                                        |                                        |                                        |                                      |                                      |                                        |                                        |                                        |                                        |                                        |                                        |                                      |                                      |                                      |                                      |                                      |                                      |                                      |                                      |                                       |                                       |                                       |                                       |                                       |                                       |                                |                                |                                        |                                        |                                        |                                        |                                        |                                        |                                |                                |                                    |                                    |                                    |                                    |                                    |                                    |  |  |  |  |                                      |                                      |                                      |                                      |                                      |                                      |  |  |  |  |  |  |  |  |
| Casa di Brienne      | Casa di Brienne      | Casa di Brienne      | Casa di Brienne      | Casa di Brienne      | Casa di Brienne      |  |  |                                   |                                   |                                   |                                   |                                   |                                   |                                       |                                       |                                        |                                        |                                        |                                        |                                        |                                        |                                      |                                      |                                        |                                        |                                        |                                        |                                        |                                        | Federico II *1194 †1250 r. 1225-1228 | Federico II *1194 †1250 r. 1225-1228 | Federico II *1194 †1250 r. 1225-1228 | Federico II *1194 †1250 r. 1225-1228 | Federico II *1194 †1250 r. 1225-1228 | Federico II *1194 †1250 r. 1225-1228 |                                      |                                      | Isabella II *1212 †1228 r. 1212-1228  | Isabella II *1212 †1228 r. 1212-1228  | Isabella II *1212 †1228 r. 1212-1228  | Isabella II *1212 †1228 r. 1212-1228  | Isabella II *1212 †1228 r. 1212-1228  | Isabella II *1212 †1228 r. 1212-1228  |                                |                                |                                        |                                        |                                        |                                        | Isabella *1216 †1264                   | Isabella *1216 †1264                   | Isabella *1216 †1264           | Isabella *1216 †1264           | Isabella *1216 †1264               | Isabella *1216 †1264               |                                    |                                    |                                    |                                    |  |  |  |  |                                      |                                      |                                      |                                      |                                      |                                      |  |  |  |  |  |  |  |  |
| Casa di Brienne      | Casa di Brienne      | Casa di Brienne      | Casa di Brienne      | Casa di Brienne      | Casa di Brienne      |  |  |                                   |                                   |                                   |                                   |                                   |                                   |                                       |                                       |                                        |                                        |                                        |                                        |                                        |                                        |                                      |                                      |                                        |                                        |                                        |                                        |                                        |                                        | Federico II *1194 †1250 r. 1225-1228 | Federico II *1194 †1250 r. 1225-1228 | Federico II *1194 †1250 r. 1225-1228 | Federico II *1194 †1250 r. 1225-1228 | Federico II *1194 †1250 r. 1225-1228 | Federico II *1194 †1250 r. 1225-1228 |                                      |                                      | Isabella II *1212 †1228 r. 1212-1228  | Isabella II *1212 †1228 r. 1212-1228  | Isabella II *1212 †1228 r. 1212-1228  | Isabella II *1212 †1228 r. 1212-1228  | Isabella II *1212 †1228 r. 1212-1228  | Isabella II *1212 †1228 r. 1212-1228  |                                |                                |                                        |                                        |                                        |                                        | Isabella *1216 †1264                   | Isabella *1216 †1264                   | Isabella *1216 †1264           | Isabella *1216 †1264           | Isabella *1216 †1264               | Isabella *1216 †1264               |                                    |                                    |                                    |                                    |  |  |  |  |                                      |                                      |                                      |                                      |                                      |                                      |  |  |  |  |  |  |  |  |
|                      |                      |                      |                      |                      |                      |  |  |                                   |                                   |                                   |                                   |                                   |                                   |                                       |                                       |                                        |                                        |                                        |                                        |                                        |                                        |                                      |                                      |                                        |                                        |                                        |                                        |                                        |                                        |                                      |                                      |                                      |                                      |                                      |                                      |                                      |                                      |                                       |                                       |                                       |                                       |                                       |                                       |                                |                                |                                        |                                        |                                        |                                        |                                        |                                        |                                |                                |                                    |                                    |                                    |                                    |                                    |                                    |  |  |  |  |                                      |                                      |                                      |                                      |                                      |                                      |  |  |  |  |  |  |  |  |
| Hohenstaufen (Svevi) | Hohenstaufen (Svevi) | Hohenstaufen (Svevi) | Hohenstaufen (Svevi) | Hohenstaufen (Svevi) | Hohenstaufen (Svevi) |  |  |                                   |                                   |                                   |                                   |                                   |                                   |                                       |                                       |                                        |                                        |                                        |                                        |                                        |                                        |                                      |                                      |                                        |                                        |                                        |                                        |                                        |                                        |                                      |                                      |                                      |                                      | Corrado II *1228 †1254 r. 1228-1254  | Corrado II *1228 †1254 r. 1228-1254  | Corrado II *1228 †1254 r. 1228-1254  | Corrado II *1228 †1254 r. 1228-1254  | Corrado II *1228 †1254 r. 1228-1254   | Corrado II *1228 †1254 r. 1228-1254   |                                       |                                       |                                       |                                       |                                |                                |                                        |                                        |                                        |                                        | Ugo I *1235 †1284 r. 1268-1284         | Ugo I *1235 †1284 r. 1268-1284         | Ugo I *1235 †1284 r. 1268-1284 | Ugo I *1235 †1284 r. 1268-1284 | Ugo I *1235 †1284 r. 1268-1284     | Ugo I *1235 †1284 r. 1268-1284     |                                    |                                    |                                    |                                    |  |  |  |  |                                      |                                      |                                      |                                      |                                      |                                      |  |  |  |  |  |  |  |  |
| Hohenstaufen (Svevi) | Hohenstaufen (Svevi) | Hohenstaufen (Svevi) | Hohenstaufen (Svevi) | Hohenstaufen (Svevi) | Hohenstaufen (Svevi) |  |  |                                   |                                   |                                   |                                   |                                   |                                   |                                       |                                       |                                        |                                        |                                        |                                        |                                        |                                        |                                      |                                      |                                        |                                        |                                        |                                        |                                        |                                        |                                      |                                      |                                      |                                      | Corrado II *1228 †1254 r. 1228-1254  | Corrado II *1228 †1254 r. 1228-1254  | Corrado II *1228 †1254 r. 1228-1254  | Corrado II *1228 †1254 r. 1228-1254  | Corrado II *1228 †1254 r. 1228-1254   | Corrado II *1228 †1254 r. 1228-1254   |                                       |                                       |                                       |                                       |                                |                                |                                        |                                        |                                        |                                        | Ugo I *1235 †1284 r. 1268-1284         | Ugo I *1235 †1284 r. 1268-1284         | Ugo I *1235 †1284 r. 1268-1284 | Ugo I *1235 †1284 r. 1268-1284 | Ugo I *1235 †1284 r. 1268-1284     | Ugo I *1235 †1284 r. 1268-1284     |                                    |                                    |                                    |                                    |  |  |  |  |                                      |                                      |                                      |                                      |                                      |                                      |  |  |  |  |  |  |  |  |
|                      |                      |                      |                      |                      |                      |  |  |                                   |                                   |                                   |                                   |                                   |                                   |                                       |                                       |                                        |                                        |                                        |                                        |                                        |                                        |                                      |                                      |                                        |                                        |                                        |                                        |                                        |                                        |                                      |                                      |                                      |                                      |                                      |                                      |                                      |                                      |                                       |                                       |                                       |                                       |                                       |                                       |                                |                                |                                        |                                        |                                        |                                        |                                        |                                        |                                |                                |                                    |                                    |                                    |                                    |                                    |                                    |  |  |  |  |                                      |                                      |                                      |                                      |                                      |                                      |  |  |  |  |  |  |  |  |
| Casa di Lusignano    | Casa di Lusignano    | Casa di Lusignano    | Casa di Lusignano    | Casa di Lusignano    | Casa di Lusignano    |  |  |                                   |                                   |                                   |                                   |                                   |                                   |                                       |                                       |                                        |                                        |                                        |                                        |                                        |                                        |                                      |                                      |                                        |                                        |                                        |                                        |                                        |                                        |                                      |                                      |                                      |                                      | Corrado III *1252 †1268 r. 1254-1268 | Corrado III *1252 †1268 r. 1254-1268 | Corrado III *1252 †1268 r. 1254-1268 | Corrado III *1252 †1268 r. 1254-1268 | Corrado III *1252 †1268 r. 1254-1268  | Corrado III *1252 †1268 r. 1254-1268  |                                       |                                       |                                       |                                       |                                |                                | Giovanni II *1267 †1285 r. 1284-1285   | Giovanni II *1267 †1285 r. 1284-1285   | Giovanni II *1267 †1285 r. 1284-1285   | Giovanni II *1267 †1285 r. 1284-1285   | Giovanni II *1267 †1285 r. 1284-1285   | Giovanni II *1267 †1285 r. 1284-1285   |                                |                                | Enrico II *1270 †1324 r. 1285-1291 | Enrico II *1270 †1324 r. 1285-1291 | Enrico II *1270 †1324 r. 1285-1291 | Enrico II *1270 †1324 r. 1285-1291 | Enrico II *1270 †1324 r. 1285-1291 | Enrico II *1270 †1324 r. 1285-1291 |  |  |  |  |                                      |                                      |                                      |                                      |                                      |                                      |  |  |  |  |  |  |  |  |